# Coco Jamboo

A Coco Jamboo című dal a német eurodance csapat, a Mr. President 1996. március 29-én megjelent kislemeze, második We Same the Same Sun című stúdióalbumukról, mely a WEA és a Club Culture kiadásában jelent meg. A dal az album vezető kislemezeként jelent meg, melyet Kai Matthiesen, Delroy Rennalls és Rainer Gaffrey írtak. A produceri munkálatokat Matthiesen és Gaffrey végezték. A dalt a zenekritikusok a svéd Ace of Base együttes dalaihoz hasonlították, azonban a dal Európa szerte sláger lett. Ausztriában, Csehországban, Magyarországon, Svédországban, és Svájcban is az első helyre került a slágerlistákon. A dal az Egyesült Államokban is sikert aratott. 1997 szeptemberében a Billboard Hot 100as listán a 21. helyet érte el. A John Buche által rendezett videoklipet Venezuelában forgatták. Az együttes 1997-ben elnyerte a német Echo díjat a legjobb táncdal kategóriában a "Coco Jamboo" című dallal.

## Kritikák
A skót Aberdeen Evening Express a "Coco Jamboo'-t úgy jellemezte, mint az Ace of Base általi euro popot, amely már befutott a kontinensen. Larry Flick a Billboard magazin munkatársa ezt írta: "Az európai tánczene ismét egy potenciális amerikai sikert ígért lány basszusgitár vonalával, és lendületes refrénjével. Ez a dal egy ismerős, de meglehetősen kellemes pop-dancehall hangzást kínál, mint az Ace of Base, de egy durva hip-hop beütéssel. A lágy női ének, és a rekedtes férfi rap keveréke hozzájárul ahhoz, hogy ez egy könnyed sikeres dal legyen." 
A Daily Record egyik kritikusa "anonim klubhimnusz"-nak nevezte, amely kiszámítható nyári sikert arat. A Music & Week négyes értékelést adott az ötből a dalra, majd ezt írta: "Mióta csak meghallottuk Németországban a dalt, imádjuk ezt az Ace of Base stílusú nyári gyerekdalt, mely szégyentelenül mainstream, és garantált sláger, mely ha így van, a rádió elfelejtheti a mainstream pop iránti jelenlegi ellenszenvét". A lengyel Porcys magazin a "Coco Jamboo"-t a 100. helyre sorolta a saját "100 kislemez 1990-1999" nevű listáján, majd hozzátették: A dal a nyári banalitások évszaka, de szép és örömteli, mely a populáris zene egyik funkciója, hogy szépséggel és örömmel gazdagítja szűrke életünket".

## Slágerlistás helyezések
A "Coco Jamboo" az első helyen végzett Ausztriában, Csehországban, Magyarországon, és Svájcban. Dániában, Finnországban, Németországban, Írországban, Hollandiában, Norvégiában pedig Top5-ös sláger volt, valamint felkerült az Eurochart Hot 100-as listára is 1996 júliusában, ahol a 4. helyet érte el. Az Egyesült Királyságban 1997 júniusában a 8. helyet érte el, és két hétig ebben a pozícióban volt. Európán kívül a dal Ausztráliában, Új-Zélandon is sikeres volt, ahol a 7. és 9. helyet érte el. Az amerikai Billboard Hot 100-on a 21. helyet sikerült elérnie, mellyel a csapat egyetlen amerikai slágerlistás dala lett. A dal felkerült még a Billboard Dance Club Play listájára is, ahol a 17. helyezést érte el. 
A kislemez aranylemez minősítést kapott Ausztriában (25 000), Új-Zélandon (5 000), Svédországban (25 000) és Svájcban (25 000). Emellett ezüstlemezt szerzett az Egyesült Királyságban (200 000), és platinalemezt Ausztráliában (70 000), Németországban (500 000) és Norvégiában az eladott példányszámok alapján. 

## Videoklip
A dalhoz tartozó videoklipet John Buche rendezte, aki később az "I Give You My Heart" és a "Show Me the Way" című klipekben is közreműködött. A "Coco Jamboo" klipjét Carúpanoban, egy kisvárosban forgatták, a venezuelai partoknál. A video konkrétan a Playa Medinát és a Plaza Santa Rosát mutatja be. A klipben az énekesek a parton sétálva adják elő a dalt. Carúpano két túrisztikai látványossága is feltűnik a klipben, így látható a karnevál egy része is, amely Venezuela legikonikusabb karneválja.

## Számlista
| - 7-inch single – US (1996) A. "Coco Jamboo" (Radio Edit) – 3:38 B. "Coco Jamboo" (C.C.'s R&B Mix) – 4:16 - 12-inch – Németország (1996) A1. "Coco Jamboo" (Extended Version) – 5:42 A2. "Coco Jamboo" (Groove Version) – 6:02 A3. "Coco Jamboo" (Put It On Another Version) – 3:17 B1. "Coco Jamboo" (Mousse T.'s Extended Club Mix) – 6:15 B2. "Coco Jamboo" (Mousse T.'s Dangerous Dub) – 6:17 B3. "Coco Jamboo" (Mousse T.'s Instrumental Club Mix) – 6:15 - CD single – Európa (1996) 1. "Coco Jamboo" (Radio Version) – 3:37 2. "Coco Jamboo" (Extended Version) – 5:42 - CD single – US (1996) 1. "Coco Jamboo" (Radio Edit) – 3:38 2. "Coco Jamboo" (C.C.'s R&B Mix) – 4:16 | - CD maxi – Európa (1996) 1. "Coco Jamboo" (Radio Version) – 3:37 2. "Coco Jamboo" (Extended Version) – 5:42 3. "Coco Jamboo" (Groove Version) – 6:02 4. "Coco Jamboo" (Mousse T.'s Club Mix – Radio Edit) – 3:10 5. "Coco Jamboo" (Mousse T.'s Extended Club Mix) – 6:15 6. "Coco Jamboo" (Mousse T.'s Dangerous Dub) – 6:17 7. "Coco Jamboo" (Instrumental Version) – 3:33 8. "Coco Jamboo" (Put In On Another Version) – 3:17 - CD maxi Remixes – Európa (1996) 1. "Coco Jamboo" (C. C.'s R & B Mix) – 4:14 2. "Coco Jamboo" (Chico Y Chico Tribal Radio Mix) – 3:42 3. "Coco Jamboo" (Candy Club Remix) – 5:46 4. "Coco Jamboo" (Candy Club's Ragga Jump) – 5:03 5. "Coco Jamboo" (Chico Y Chico Tribal Remix) – 6:36 6. "Coco Jamboo" (Original Radio Version) – 3:38 |

## Slágerlista
| Slágerlista (1996–1997)               | Legjobb helyezések |
| ------------------------------------- | ------------------ |
| Ausztrália (ARIA)                     | 7                  |
| Ausztria (Ö3 Austria Top 40)          | 1                  |
| Belgium (Ultratop 50 Flanders)        | 11                 |
| Belgium (Ultratop 50 Wallonia)        | 17                 |
| Kanada Top Singles (RPM)              | 37                 |
| Kanada (Dance/Urban) RPM              | 15                 |
| Czech Republic (IFPI CR)              | 1                  |
| Denmark (IFPI)                        | 4                  |
| Europe (Eurochart Hot 100)            | 4                  |
| Finnország (Singlet Top 20)           | 3                  |
| Franciaország (Single Top 100)        | 28                 |
| Németország (Media Control Charts)    | 2                  |
| Hungary (Mahasz)                      | 1                  |
| Iceland (Íslenski Listinn Topp 40)    | 24                 |
| Írország (IRMA)                       | 3                  |
| Hollandia (Top 40)                    | 2                  |
| Hollandia (Single Top 100)            | 3                  |
| Új-Zéland (Recorded Music NZ)         | 9                  |
| Norvégia (VG-lista)                   | 2                  |
| Quebec (ADISQ)                        | 39                 |
| Skócia (Scottish Singles Top 40)      | 9                  |
| Svédország (Sverigetopplistan)        | 1                  |
| Svájc (Schweizer Hitparade)           | 1                  |
| Egyesült Királyság (UK Singles Chart) | 8                  |
| Egyesült Királyság (UK Dance Chart)   | 20                 |
| US Billboard Hot 100                  | 21                 |
| US Dance Club Play (Billboard)        | 17                 |
| US Rhythmic Top 40 (Billboard)        | 26                 |
| US Top 40/Mainstream (Billboard)      | 17                 |

| Slágerlista (2025)         | Legjobb helyezés |
| -------------------------- | ---------------- |
| Lithuania Airplay (TopHit) | 59               |

| Slágerlista (1996)                | Helyezések |
| --------------------------------- | ---------- |
| Austria (Ö3 Austria Top 40)       | 7          |
| Belgium (Ultratop 50 Flanders)    | 69         |
| Belgium (Ultratop 50 Wallonia)    | 94         |
| Europe (Eurochart Hot 100)        | 14         |
| France (SNEP)                     | 91         |
| Germany (Media Control)           | 8          |
| Netherlands (Dutch Top 40)        | 24         |
| Netherlands (Single Top 100)      | 26         |
| Sweden (Topplistan)               | 6          |
| Switzerland (Schweizer Hitparade) | 7          |

| Slágerlista (1997)               | Helyezések |
| -------------------------------- | ---------- |
| Australia (ARIA)                 | 24         |
| New Zealand (RIANZ)              | 24         |
| UK Singles (OCC)                 | 53         |
| US Billboard Hot 100             | 92         |
| US Top 40/Mainstream (Billboard) | 68         |

| Slágerlista (1998) | Helyezés |
| ------------------ | -------- |
| Australia (ARIA)   | 86       |

## Díjak és eladások
| Régió | Minősítés | Eladott példányszám |
| --- | --------- | ------------------- |
| Ausztrália (ARIA) | platina   | 70 000^             |
| Ausztria (IFPI Austria) | arany     | 25 000*             |
| Dánia (IFPI Denmark) | platina   | 90 000‡             |
| Németország (BVMI) | platina   | 500 000^            |
| Új-Zéland (RMNZ) | arany     | 5 000*              |
| Norvégia (IFPI Norway) | platina   |                     |
| Svédország (GLF) | arany     | 25 000^             |
| Svájc(IFPI Switzerland) | arany     | 25 000^             |
| Egyesült Királyság (BPI) | ezüst     | 200 000^            |
| * Eladási példányszámok kizárólag a minősítés alapján. ^ Kiszállítási példányszámok kizárólag a minősítés alapján. ‡ Eladási+streaming példányszámok kizárólag a minősítés alapján. |           |                     |

## Megjelenések
| Régió              | Dátum             | Formátum(ok)                                 | Label(s)         | Ref.   |
| ------------------ | ----------------- | -------------------------------------------- | ---------------- | ------ |
| Németország        | 1996. március 29. | CD                                           | WEA Club Culture | [ 18 ] |
| Japán              | 1997. február 10. | CD                                           | WEA Club Culture | [ 63 ] |
| Egyesült Királyság | 1997. június 2.   | 12-inch vinyl CD kazetta                     | WEA              | [ 64 ] |
| Egyesült Államok   | 1997. június 17.  | Rhythmic contemporary contemporary hit radio | Warner Bros.     | [ 65 ] |

## Karácsonyi változat
A csapat az 1996-os karácsonyi szezonban megjelentette a dal karácsonyi változatát új dalszöveggel, és ünnepi hangszerekkel. A dal meghallgatható a YouTube-on,  és felkerült a "Show me the Way" című kislemezre is.

## Feldolgozások
- A román énekesnő, Inna a "Rendez Vous" című dalában hallhatóak a dal elemei is, mely 4. stúdióalbumán jelent meg.
- Az izraeli énekesnő Netta Barzilai a dal feldolgozását adta elő YouTube műsorának a Netta's Office címűnek az első epizódjában.[67]